# تشارلي بيغز
تشارلي بيغز (بالإنجليزية: Charlie Biggs)‏ هو لاعب كرة قاعدة أمريكي، ولد في 15 سبتمبر 1906 في فرنتش ليك في الولايات المتحدة، وتوفي في 24 مايو 1954 في إنديانا في الولايات المتحدة.

## وصلات خارجية
- تشارلي بيغز على موقعبيزبول رفرنس.كوم (الدوري الرئيسي) (الإنجليزية)